# Маседу, Эдир
Эдир Маседу Безерра (порт. Edir Macedo Bezerra; 18 февраля 1945, Риу-дас-Флорис, Бразилия) — один из самых известных евангельских лидеров мира, епископ, основатель Всемирной церкви «Царство Божие» (1977), евангельский писатель
.

## Биография
Родился в многодетной семье. Вскоре после его рождения семья переехала в Рио-де-Жанейро. По бразильским меркам, его родители были обеспеченными людьми, хотя в их доме не было ни телевизора, ни холодильника. В 16 лет начал работать, занимался продажей лотерейных билетов. Бывший католик. В возрасте 18 лет пережил религиозное обращение на евангелической кампании канадского пятидесятнического епископа Роберта Макалистера.
С 1975 года Маседу начал проповедовать на площадях Рио-де-Жанейро. Летом 1977 году вместе с единомышленниками Маседо выкупил здание бывшего похоронного бюро и превратил его в церковь.
В 1977 году официально основал в Бразилии Всемирную церковь «Царство Божие» (порт. Igreja Universal do Reino de Deus, IURD), христианскую неопятидесятническую церковь.
В первое время проповеди Маседу привлекали не более сотни человек, однако вскоре, благодаря радио и телешоу, церковь начала расти и открывать филиалы. Богослужения дочерних церквей проводились в арендованных кинотеатрах Рио-де-Жанейро. В последовавшее десятилетие, церковь открывает общины во всех крупных городах Бразилии. В 1986 году в Нью-Йорке (США) была открыта первая, за пределами Бразилии, община Всемирной церкви «Царство Божие». Первая церковь в Европе появилась в 1989 году в Лиссабоне. К концу 1980-х годов церковь действовала в Азии и Африке. Ныне имеет дочерние церкви в 180 странах мира и объединяет 8 млн верующих.

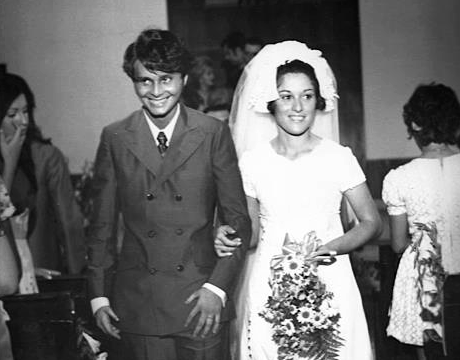

В 1963 году он начал свою карьеру в качестве госслужащего в учреждении государственной лотерее в Рио де Жанейро, (Loterj) и в Бразильском Институте Географии и Статистики (IBGE), как исследователь финансовой статистики 1970 года. 16 лет он проработал в госслужбе, когда решил оставить свою карьеру, чтобы распространять Слово Божие. Это решение многие считали сумасшедшим.
- После его встречи с Богом, цель Эдира Маседо состояла в выборе жены. Тогда он познакомился с красивой молодой девушкой Эстер Эунис Рэнжел, Эта девушка отличалась от других и была из евангельской семьи. Роман был молниеносным. За восемь месяцев они начали встречаться, были помолвлены и поженились. 18 декабря 1971 года они поженились на церемонии в Церкви Новая Жизнь в Бонсусессо, Рио.

У епископа с его супругой Эстер Безерра две дочери: Кристиани и Вивиани, а также приемный сын Моисей. Епископ Маседо всегда говорит о сильной поддержке, которую он получает от своей жены. Он утверждает, что женщина выполняет важную роль в жизни своей семьи. Она воспитывает своих детей, чтобы они стали людьми веры, заботится о муже и ведет домашнее хозяйство. Но основная характеристика женщины Божьей заключается в том, что она делает все это под руководством Господа.
Молодая пара ожидала вторую дочь, Вивиани. Но вид новорожденной отметил всю их жизнь. Очень худая, с темными кругами и деформированным лицом. Она родилась с болезнью, которая называется заячья губа и волчья пасть.
«Работа в лотерее гарантировала комплексное медицинское обслуживание для меня и моей семьи, особенно для маленькой Вивиани. Тем не менее, я должен был отказаться от дохода и стабильности 16-ти лет в государственной службе. Но как я уже определил Богу два года назад в день рождения Вивиани, я, наконец, бросил все, чтобы проповедовать Евангелие».

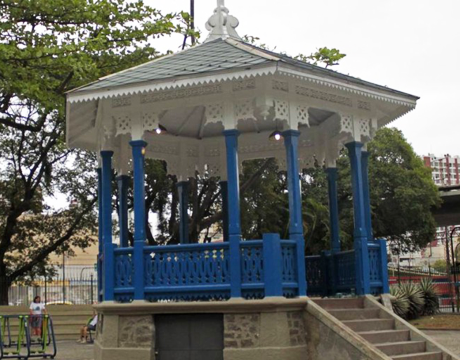
Все началось в беседке в бедном районе Рио-де-Жанейро.

Все началось в беседке в бедном районе Рио-де-Жанейро. С синтезатором, микрофоном и Библией, Эдир Маседо приходил каждую субботу в район Миеир.
Он поднимался на семь ступенек в беседке и проповедовал нескольким людям. Это были первые шаги Церкви «Царство Божие», главным мотиватором (и обеспечителем) была дона Евгения, мать епископа.
Первая церковь была открыта в бывшем морге в районе Аболисао в Рио. Первое служение в этом месте провел епископ Маседо 9 июля 1977 года, это было одно из первых служений в истории Церкви «Царство Божие».
Миллионы людей будут искуплены через эту простую евангельскую работу.

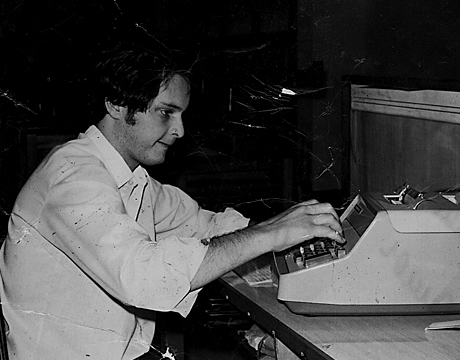

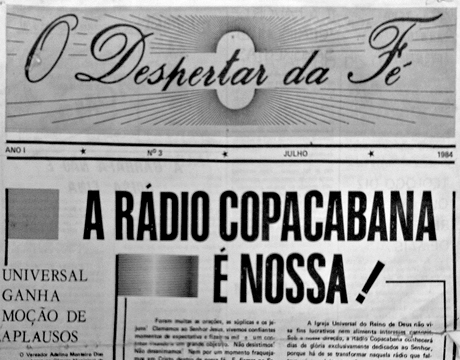

В 1980-е годы выросло число арендуемого времени на радио и телевидении, но еще не была достигнута прежняя цель, иметь свои собственные средства массовой коммуникации. Пока не появился шанс на первое приобретение: Радио Копакобана, одна из самых популярных и знаменитых радиостанций AM в Рио-де-Жанейро в то время.

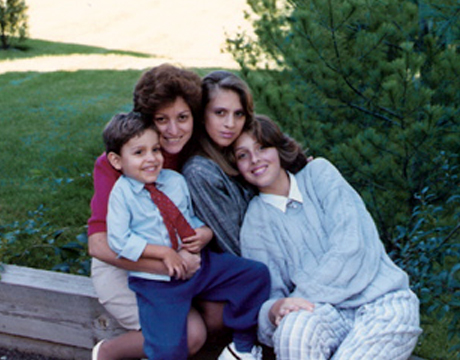

Моисей появился в жизни пары, когда ему было всего 14 дней. Это было необычно, женщина принесла его в церковь и передала Эстер, попросив ее и ее мужа позаботиться о ребенке. Это было что-то необыкновенное, но епископ Маседо, чтобы подтвердить намерение женщины, не отказал оставить ребенка.
«Я посмотрел на мальчика, провел рукой по его голове, взял его, поднял ребенка над моей головой и посвятил его Богу в молитве со всеми в Церкви, кто был там в то время. — Сейчас Моисей родился от Церкви «Царство Божие»!
На следующий день начался официальный процесс усыновления.

## Примечания

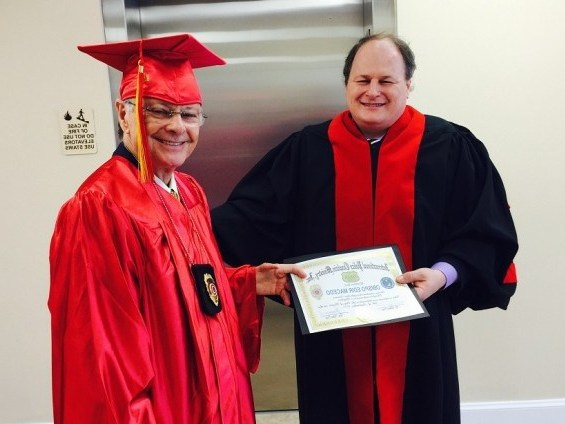
У епископа большой уровень образовательной подготовки. Он получил диплом по Теологии в Евангельской Теологической Школе «United Seminar».Окончил факультет Теологического образования в штате Сан-Пауло (Фэйтбом). Также имеет степень доктора теологии, христианской философии и почетную степень богословия, кроме того, имеет степень Магистра теологии, которую получил в Испанской Евангельской Федерации в Мадриде, Испания, которая также известна, как F.E.R E.D.E..